# زحافة الثلج

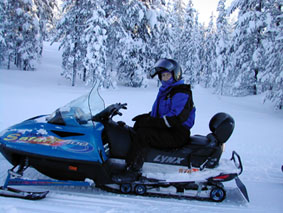
زحافة ثلج لفرد واحد

زحافة الثلج أو سيارة الثلج، هي واسطة نقل مكننة تستخدم للتنقل على الجليد بسهولة، وهي تطوير للمزلجات التي كانت تسحبها الكلاب أو حيوان الرنة والتي يستخدمها سكان الأسكيمو في تنقلاتهم.
لزحافات الجليد عدة تصاميم منها ما يشبه الدراجة النارية ومنها مايشبه السيارة الصغيرة وحيدة المقعد أو ثنائية المقعد.

## الكفاءة
تعتبر كفاءة زحافات الجليد الحديثة عالية جدا حيث يمكن ان تصل سرعة انطلاقها من 0-40 ميل/ساعة في 4 ثواني هذه العربات تدار بمحركات الديزل أو البنزين ومنها ماهو بمحركات ذات أربعة أو ستة أو ثمانية اٍسطوانات.

## اقتصادياتها
يشكل سوق زحافات الجليد في الولايات الأمريكية وكندا نحو 40 مليار دولار أمريكي سنويآ، وهذا المبلغ يمثل في الواقع الصرف على المعدات والألبسة الخاصة والملحقات الأخرى وغيرها.
يعتبر هذا المبلغ مصدر الدخل الوحيد لبعض البلدات الصغيرِة والتي تعتمد فقط على السياحة أثناء الشهورِ الصيفية والشتائية، وهي ما زال لها التأثير الاقتصادي الرئيس على المدنِ والبلداتِ الأكبرِ أيضاً.

## الحوادث
لظروف استخدام هذه الواسطة القاسية ولسوء استخدامها أو لفقدان السيطرة على قيادتها يتسبب ذلك لعدد من الحوادث الخطرة بعضها مميت وذلك نتيجة لانقلابها أو أستطدامها بالأشجار أو سقوطها بالوديان وتتحطمها وراكبيها.